# Tornei calcistici di guerra in Italia 1917-1918
Questa voce tratta dei tornei calcistici di guerra 1917-1918 disputati in sostituzione del normale campionato di calcio italiano, sospeso a causa della prima guerra mondiale.

## I tornei regionali
I tornei furono organizzati su base regionale ed autorizzati dai Comitati Regionali che vigilavano sull'organizzazione e sul regolare svolgimento degli stessi, revocando, se necessario, l'assegnazione dei premi.

## Lombardia
In questa stagione il Comitato Regionale Lombardo non indisse alcun torneo regionale, nemmeno di Terza Categoria, ma autorizzò la disputa di coppe e tornei organizzati dalle singole società affiliate, approvandone il regolamento.

### Coppa Mauro
La competizione non ebbe il patrocinio del Comitato Regionale Lombardo (fu da questo approvata e per questo motivo esso fornì gli arbitri ufficiali), ma, a differenza della precedente Coppa Lombardia, fu classificata come competizione di Prima Categoria perché presero parte alla competizione le prime squadre.
La Coppa fu messa in palio dall'ingegner Francesco Mauro (vicepresidente e reggente pro-tempore della FIGC), il quale, essendo dispensato dal servizio militare, tornava spesso a Milano
Il fratello Giovanni era al fronte quale ufficiale (tenente) degli Alpini e fu presente solo grazie a sporadiche licenze, di cui una per convalescenza.

#### Classifica finale
|  | Pos. | Squadra             | Pt | G  | V  | N | P | GF | GS | DR  |
|  | ---- | ------------------- | -- | -- | -- | - | - | -- | -- | --- |
|  | 1.   | Milan               | 20 | 12 | 10 | 0 | 2 | 27 | 10 | +17 |
|  | 2.   | Internazionale      | 20 | 12 | 10 | 0 | 2 | 36 | 8  | +28 |
|  | 3.   | Legnano             | 14 | 10 | 7  | 0 | 3 | 29 | 16 | +13 |
|  | 4.   | US Milanese         | 9  | 11 | 4  | 1 | 6 | 18 | 24 | -6  |
|  | 5.   | Nazionale Lombardia | 6  | 10 | 2  | 2 | 6 | 11 | 22 | -11 |
|  | 6.   | Enotria             | 4  | 10 | 1  | 2 | 7 | 6  | 27 | -21 |
|  | 7.   | Saronno             | 3  | 9  | 1  | 1 | 7 | 7  | 27 | -20 |

Legenda:
      Ammesso allo spareggio finale.
Note:
Due punti a vittoria, uno a pareggio, zero a sconfitta.
Nota bene: la classifica è sbagliata perché c'è un risultato invertito all'U.S. Milanese. Solo validando tutti i risultati con i tabellini pubblicati dalla Gazzetta dello Sport è possibile completarla, definendo naturalmente anche gli 0-2 a tavolino assegnati dal Comitato Regionale Lombardo per le partite non disputate.
I diversi errori presenti in classifica sono dovuti all'errata valutazione della data in cui le squadre si sono ritirate notificando il forfait definitivo al C.R.L.
Le partite mancanti non furono disputate per il ritiro dal torneo di Legnano, U.S. Milanese, Nazionale Lombardia, Enotria e Saronno, per protesta contro la decisione federale di annullare la partita Legnano-Internazionale.

#### Spareggio
| Milano 3 marzo 1918 | Milan | 8 – 1 | Internazionale | Velodromo Sempione |

Milan vincitore della Coppa Mauro.

## Toscana

### Coppa Federale Toscana 1917

La Libertas vincitrice della Coppa Toscana.

Il Comitato Regionale Toscano dà vita al secondo torneo bellico. Alla coppa della stagione 1917-18 si iscrivono cinque squadre: Livorno, Pisa ed i tre club fiorentini della Libertas Firenze, Esperia e Virtus.

|  | Pos. | Squadra          | Pt | G | V | N | P | GF | GS | DR  |
|  | ---- | ---------------- | -- | - | - | - | - | -- | -- | --- |
|  | 1.   | Libertas Firenze | 13 | 8 | 6 | 1 | 1 | 15 | 5  | +10 |
|  | 2.   | Livorno          | 13 | 8 | 6 | 1 | 1 | 15 | 4  | +11 |
|  | 3.   | Pisa             | 8  | 8 | 4 | 0 | 4 | 12 | 9  | +3  |
|  | 4.   | Esperia Firenze  | 6  | 8 | 3 | 0 | 5 | 7  | 11 | -4  |
|  | 5.   | Virtus Firenze   | 0  | 8 | 0 | 0 | 8 | 0  | 1  | -21 |

Legenda:
      Vincitore della Coppa Toscana.
Note:
Due punti a vittoria, uno a pareggio, zero a sconfitta.